# ジョルジュ・ヴァントンゲルロー
ジョルジュ・ヴァントンゲルロー（フランス語: Georges Vantongerloo、1886年11月24日 - 1965年10月5日）は、ベルギーの抽象彫刻家、画家。「デ・ステイル」の共同創刊者のひとりである。姓はファントンゲルローやファントンヘルローとも表記される。

## 経歴
アントウェルペン出身。1905年から1909年まで、アントウェルペン王立芸術学院とブリュッセルでファインアートを学んだ。第一次世界大戦で陸軍に徴兵されたが、毒ガスで負傷し1914年に除隊。1916年にテオ・ファン・ドースブルフと会い、翌年デ・ステイルの最初の声明に署名した。ヴァントンゲルロー自身は1927年にパリに移ったが、ベルギーのアンリ・ジャスパール首相とアントウェルペンのスヘルデ川に架ける橋のデザインについて文通した。1930年にパリの芸術グループ「セルクル・エ・カレ」に合流し、「アブストラクション・クレアシオン」を旗揚げした。パリにて没。